# Саєд Тахір Шах
Саєд Тахір Шах (дарі سید طاهر شاه موسوی; нар. 5 лютого 1980, Дар-і-Туркмен) — афганський футболіст, який грав на позиції нападника. Відомий за виступами в складі клубу «Майванд» та національній збірній Афганістану.

## Футбольна кар'єра
Саєд Тахір Шах у 2002—2004 роках грав у складі нижчолігової іранської команди «Шахід Балхі». Після повернення на батьківщину з 2004 до 2012 року футболіст грав у складі кабульської команди «Майванд», де був одним із основних гравців лінії нападу. У 2012 році завершив виступи на футбольних полях.
У 2002 році Саєд Тахір Шах у складі збірної Афганістану брав участь в Азійських іграх. У 2003 році футболіст зіграв 2 матчі у відбірковому турнірі до Кубка Азії, після чого дані про його виступи у складі збірної відсутні.